# Charles-Moïse Briquet

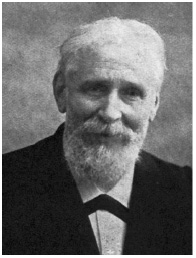
Charles-Moïse Briquet

Charles-Moïse Briquet (* 30. August 1839 in Genf; † 24. Januar 1918 in Genf) war ein Schweizer Papierhändler und Papierforscher.
Er wurde mit seiner Forschung zur Geschichte des Papiers und der Wasserzeichen in Mittelalter und Früher Neuzeit / Renaissance berühmt. Briquet gilt als einer der bedeutendsten Papierforscher.

## Leben
Als Spross einer protestantischen Familie aus Châlons-sur-Marne, die aus religiösen Gründen 1724 in die Schweiz emigrierte, wurde Briquet als zweiter Sohn von Barthélemy-Marc Briquet und Jeanne-Louise-Elisabeth Pâris in Genf geboren. Sein Vater lebte der Familientradition entsprechend vom Buch- und Papierwarenhandel. Das gebildete und fromme Umfeld, in dem Briquet aufwuchs, vermittelte ihm die Liebe zur Literatur. Um Deutsch zu lernen, ging er 1848 ins Großherzogtum Baden, wo er bei einem Pastor namens Haag wohnte. Nach seiner Rückkehr trat er 1850 in eine Schule ein, die sein Onkel in Plainpalais gegründet hatte und in der er dort bis 1854 blieb. Obwohl er seine Studien gerne fortgesetzt hätte, folgte er dem Wunsch seines Vaters, der ihn und seinen Bruder Edouard ins Geschäftsleben einführen wollte, und begann eine Lehre bei einem Parfümhersteller. Dort blieb er zwei Jahre.
Im November 1856 verließ Briquet sein Vaterhaus und nahm eine Arbeit in der Papierfabrik von La Bâtie bei Genf an. Dort vervollständigte er sein technisches Wissen mit dem Erlernen der Papierfabrikation, was ihm bei seinen späteren Forschungen sehr zugutekam. In den Jahren 1854 bis 1857 belegte er neben der Arbeit auch wissenschaftliche Kurse, um seine Studien zu ergänzen. 1857 kehrte er dann nach Hause zurück und begann im Betrieb seines Vaters, zuerst als Angestellter, dann als Teilhaber (ab 1860). 1866 heiratete er Caroline-Marguerite Long; die Ehe blieb kinderlos.
Neben der Arbeit im Geschäft seines Vaters übernahm und leitete Briquet das Verlagshaus Jean Dubois, das er nach dessen Tode gekauft hatte. Es war auf Lithografien der Schweiz spezialisiert, und während er die Drucktechniken verbesserte, griff er auch auf seine Kenntnisse der Schweizer Alpen zurück, die er infolge seiner Freizeitbeschäftigung Bergsteigen gewonnen hatte.
Anfang des Jahres 1887 zog er sich nach über zwanzig Jahren aus dem Geschäftsleben zurück.
Sein Ansehen und seine Stellung brachten ihn auch dazu, öffentliche Ämter in seiner Heimatstadt zu übernehmen. So wurde er zunächst Mitglied der Gesellschaft für Wintervorsorge, die 1850 in Genf gegründet worden war. Dort war er Schatzmeister, später (ab 1856) Sekretär. 1884 trat er der Ligue suisse contre l'Eau de Vie bei, die gegen Alkoholismus agierte und deren Sekretär er bis 1888 war. Er kümmerte sich auch um eine Einrichtung, deren Aufgabe die Vermittlung von Beschäftigung für Arbeitslose Arbeiter war. 1890 wurde er staatlicherseits dazu berufen, sich an einer Studie über das Problem der ausgesetzten Kinder zu beteiligen, die in einen Gesetzesentwurf für den Kanton Genf mündete. 1892–93 war er Mitglied der Société de secours et d'apprentissage sowie der Genfer Association des intérêts du Commerce et de l'Industrie. Er hatte Kontakte zur Gesellschaft der Künste von Genf und bekam von dieser 1896 für seine Dienste als Schatzmeister die Silbermedaille verliehen. Daneben war er auch politisch aktiv, kandidierte jedoch nie für ein Amt. Auch seinem religiösen Umfeld blieb er treu und engagierte sich aktiv in der Union Nationale Evangélique.
Er starb blind und seit 1912 verwitwet am 24. Januar 1918.

## Forschung
Briquet begann sich schon bald, nachdem er zu seinem persönlichen Gebrauch eine Übersicht von Papierhandel und -herstellung in der Schweiz erstellt hatte, mit deren Geschichte zu beschäftigen. So begann er 1878 mit einer Arbeit, die ihn bis zu seinem Tode beschäftigen sollte: die ergebnislose Suche nach Informationen zur Schweizer Papierherstellung im Mittelalter führte ihn in seinen Forschungen weit über dieses ursprüngliche Ziel hinaus. Nach der Veröffentlichung einer ersten Notice historique sur les plus anciennes papeteries suisses (1883–1885) bemühte sich Briquet, der Fachwelt und insbesondere auch den Historikern zu beweisen, wie wichtig die Erforschung und Nutzung von Wasserzeichen für die Datierung von Papier sein kann. Dazu erstellte er möglichst klar strukturierte Beschreibungen, die lediglich Orte und Datierungen der häufigsten Wasserzeichentypen angeben sollten. Er versuchte, das erstmalige Auftreten von Wasserzeichen zu ermitteln, und kam anhand von Schweizer Beispielen auf das Jahr 1275 für den frühesten Nachweis. In zwei späteren Artikeln (La légende paléographique du papier de coton und Recherches sur les premiers papiers utilisés en Occident et en Orient du Xe au XIVe siècle) kam er zu einigen Grundthesen:
- Baumwollpapier habe es nie gegeben (was Analysen unter dem Mikroskop belegten, welche Historiker nie unternommen hatten). Beschreibstoffe könnten daher nur in drei Kategorien eingeteilt werden, nämlich in Papyrus, Pergament und Papier.
- Papiere aus Lumpen seien rund 100 Jahre älter, als es die bis dahin erfolgten Datierungsversuche annahmen. Laut Briquet seien sie bereits im 10. Jahrhundert in Gebrauch gewesen. Solche Lumpenpapiere seien zunächst im Orient verwendet worden und erst zwei bis drei Jahrhunderte später auch im Westen bekannt geworden.
- Der Gebrauch von mit Wasserzeichen versehenem Papier beginne in Westeuropa im 13. Jahrhundert. Im Orient seien keine Wasserzeichen verwendet worden.

Da mit der Datierung des Papiers anhand von Wasserzeichen auch darauf geschriebene, evtl. undatierte Texte zeitlich eingeordnet werden konnten, waren diese Arbeiten nicht nur für die Paläographie von großer Bedeutung. Briquets Ergebnisse wurden durch Forschungen anderer Wissenschaftler bestätigt. Zwei österreichische Historiker konnten mit Hilfe eines Mikroskops zudem belegen, dass die für die Herstellung verwendeten Textilien überwiegend aus Hanf- und Leinenfasern bestand, die mit Weizen- oder Buchweizenstärke verklebt waren.
In der Folge publizierte Briquet 1888 eine Monographie über die Papiere und Wasserzeichen der Archive in Genua, in dem er Zeichnungen von über 500 mittelalterlichen Wasserzeichen unterbrachte. 1892 betonte er in der Monographie De la valeur des filigranes du papier comme moyen de déterminer l'âge et la provenance de documents non datés, die vielfältige Proteste auslöste, noch einmal den Zusammenhang zwischen Wasserzeichen und Datierungsproblemen bei Dokumenten.
Auf Reisen durch ganz Europa sammelte  er mit Hilfe seiner Frau Tausende von Wasserzeichen. Seine Arbeiten brachten ihm einen Ruf in Fachkreisen ein, aufgrund dessen er das Begleitheft zu einer 1900 von dem bekannten Papierhersteller Augustin Blanchet organisierten Ausstellung über die Geschichte der Papierkunst verfasste. Ebenso wurde er Mitglied der Société d'Histoire et d'Archéologie de Genève und korrespondierendes Auslandsmitglied Société nationale des Antiquaires de France. Während sein Augenlicht schon nachließ, veröffentlichte er 1907 noch sein Hauptwerk, Les Filigranes. Dictionnaire historique des marques du papier dès leur apparition vers 1282 jusqu'en 1600. 1908 erhielt er dafür von der Universität Genf die Ehrendoktorwürde.
In den letzten 10 Jahren seines Lebens vollständig erblindet und zudem seit 1912 verwitwet, arbeitete er dennoch weiter und diktierte neben seinen Memoiren auch eine weitere Monographie (über die Papiermühlen in der Gegend von Tulles). Der seine Forschungen betreffende Teil seines Nachlasses fiel nach seinem Tod an die Bibliothek von Genf, wo die Dokumente einsehbar sind.

## Schriften

### DasDictionnaire des filigranes
Briquet sammelte insgesamt mehr als 40 000 Wasserzeichen, von denen 16 112 in den verschiedenen Ausgaben des Dictionnaire reproduziert wurden. Diese Abbildungen entstanden alle nach Handzeichnungen Briquets, die er mit Bleistift auf Pauspapier anfertigte. Dieses Verfahren bleibt eines der zuverlässigsten und schnellsten.
Er erstellte eine Klassifizierung der Wasserzeichen nach Motivgruppen: Ochsenköpfe, Einhörner, Buchstaben, Wappen… Dabei führte er alle Varianten auf, ließ aber jeweils nur die gängigsten abdrucken. Sein Verzeichnis ermöglicht die Identifikation oder zumindest die ungefähre Einordnung nach Herkunft und Datum eines Papiers. Es zeigt aber auch die Verbreitung von Papier in Europa. So lässt sich ihm unter anderem entnehmen, dass italienische Papiere im Mittelalter in ganz Europa benutzt wurden.
Die Hauptkritikpunkt des Dictionnaire betreffen im Wesentlichen die Nomenklatur und die Einordnung einiger Wasserzeichen. So ist die Terminologie häufig vom Sprachgebrauch der Heraldik geprägt und erschwert dadurch den Forschern anderer Fachgebiete die Benutzung des Werkes, insbesondere bezüglich von Wasserzeichen in Wappenform.
Das Werk fand eine ergänzende und erweiternde Nachfolgesammlung in den 1961 bis 1977 erschienenen Findbüchern von Gerhard Piccard.

#### Ausgaben
- 1907, Genf (Reproduktion von 16112 Wasserzeichen in realer Größe, was zuverlässige Vergleiche erlaubt; 4 Bände)
- 1923, Leipzig (mit kurzer biographischer Angabe zu C.-M. Briquet von Dr. John Briquet; Wasserzeichen in realer Größe; 4 Bände)
- 1968, Amsterdam (Nachdruck in Amsterdam herausgegeben von A. Stevenson mit 150 zusätzlichen Seiten).
- 1977, Nachdruck der Ausgabe von 1923 mit verminderter Wiedergabegröße der Wasserzeichen (4 Bände).
- 1997, weiterer Nachdruck der Ausgabe von 1923 (weiterhin mit reduzierter Wasserzeichengröße; 4 Bände).

Die vier Bände der Originalausgabe des Wörterbuchs als PDF (grosse Dateien): 1, 2, 3, und 4.

### Weitere Schriften
(nur zu Wasserzeichen und Papier; die Schriften über Gebirge und Bergsteigen fehlen hier)
- Notices historiques sur les plus anciennes papeteries suisses, L'Union de la papeterie, Lausanne, 1883, n° 8 et 12; 1884, n° 2 à 12; 1885, n° 2 à 7.
- La légende paléographique du papier de coton, Genève, 1884 (travail d'abord publié dans le journal de Genève du 29 octobre 1884).
- De quelques industries dont le papier est la base, Genève, 1885 (communication faite à la classe d'industrie et du commerce de Genève).
- Recherches sur les premiers papiers employés en Occident et en Orient du Xe au XIVe siècle, Paris, 1886 (extrait des mémoires de la Société des Antiquaires de France, t. XLVI).
- Papiers et filigranes des archives de Gênes, 1154–1700, Genève, 1888 (extrait des Atti della Società Ligure di storia Patria, t. XIX, fasc. 2).
- De l'utilité des filigranes du papier et de leur signification, à propos d'un récent procès, Berne, 1888.
- Le papier arabe au moyen-âge et sa fabrication, Berne, 1888 (extrait de l'Union de la Papeterie, n° du mois d'Avril et de septembre 1888).
- De la valeur des filigranes du papier comme moyen de déterminer l'âge et la provenance de documents non datés, Genève, 1892 (extrait du Bulletin de la Société d'Histoire et d'Archéologie de Genève, t. 1er, livre 2. Ce texte est reproduit intégralement dans le Moniteur de la papeterie française dans les n° du 1er décembre 1892, 15 janvier et 1er février 1893).
- Sur le papier usité en Sicile, à l'occasion de deux manuscrit en papier dit de coton, Palerme, 1892.
- Le papier et ses filigranes; compte rendu des plus récents travaux publiés à ce sujet, Paris, 1894 (extrait de la Revue des Bibliothèque, n° Juillet 1894).
- Associations et grèves des ouvriers papetiers en France aux XVII et XVIIIe siècles, Paris, 1897 (extrait de la Revue Internationale de Sociologie, 5e années, n° 3, Mars 1897)
- Les anciennes papeteries du duché de Bar et quelques filigranes barrois de la seconde moitié du XVe siècle, Besançon, 1898 (Extrait du Bibliographe moderne, n°1)
- Notice sur le recueil de filigranes ou marques de papiers présentés à l'Exposition rétrospectives de la papeterie, Paris, 1900, Genève, 1900.
- La date de trois impressions précisée par leurs filigranes, Besançon, 1900 (extrait du Bibliographe moderne, 1900, n° 2).
- La papeterie su le Rhône à Genève et les papiers filigranés à l'écu de Genève, Genève, 1901 (extrait de Nos anciens et leurs œuvres, recueil genevois, t. 1er, p. 70 à 76).
- Notions pratiques sur le papier, Besançon, 1905 (extrait du Bibliographe moderne, 1905, n° 1 et 2).
- Les filigranes, dictionnaire historique des marques de papier dès leur apparition vers 1282 jusqu'en 1600, Genève, 1907 (4 volumes et plus de 16 112 relevés de filigranes avec notices).
- Les filigranes ont-ils un sens caché ? une signification mystique ou symbolique ?, Besançon, 1916 (Extrait du Bibliographe moderne, 1909, n° 5 et 6).
- Les moulins à papier des environs de Tulles, Besançon, 1912 (Extrait du Bibliographe moderne, 19011, n° 6).
- Quelques faits nouveaux concernant les filigranes, in Bulletin de la Société d'Histoire et d'Archéologie de Genève, Genève, 1913, t. III, p. 357–359.
- Le symbolisme des filigranes, Besançon, 1916 (Extrait du Bibliographe moderne, 1914–15, n° 4 et 6).